# Mill Creek East (Washington)
Mill Creek East es un lugar designado por el censo ubicado en el condado de Snohomish en el estado estadounidense de Washington. En el año 2010 tenía una población de 15.709 habitantes.

## Geografía
Mill Creek East se encuentra ubicado en las coordenadas 47°50′10″N 122°11′16″O / 47.83611, -122.18778.